# Associazione Calcio Reggiana 2003-2004
Questa voce raccoglie le informazioni riguardanti della Associazione Calcio Reggiana nelle competizioni ufficiali della stagione 2003-2004.

## La stagione
Nella stagione 2003-2004 la Reggiana vuole risalire in Serie B e punta ancora sul tecnico Adriano Cadregari. Arrivano giocatori che sembrano importanti, dal Bologna l'esperto difensore Paramatti, le punte Fanesi dalla Sambenedettese e Campolonghi dal Como, i centrocampisti Cangini, dallo Spezia,  e Gissi, dalla Ternana, il giovane esterno Ranalli, dalla Roma, De Stefani, terzino, dall'Avellino. Poco dopo viene prelevato il difensore Pedotti dalla Sambenedettese. La Reggiana deve fare a meno solo di Ajodele Makinwa (ceduto al Como), di Minetti (prelevato dal Treviso), di Miftah (girato al Catania) mentre Bizzarri sceglie di finire la sua carriera nella Rosetana.
Gli abbonamenti sfiorano le 2.500 unità, record per la Reggiana in C. La prima partita col Padova all'Euganeo è deludente e i veneti prevalgono per 2 a 0. Il successo di Ferrara contro la Spal del 28 settembre 2003 pare dischiudere le porte del vertice della classifica. Ma col Pisa solo un gol da centrocampo di Giandomenico consente ai granata di evitare la sconfitta. Le sconfitte di Pistoia e di Lucca costano il posto a Cadregari e arriva Antonio Sala, già promosso in B col Siena. Le cose peggiorano e se ne vanno Giandomenico, al Perugia, e Goretti, al Bari, ma arrivano Anaclerio, dal Pisa, Chaib, dal Genoa, Bonfanti, dal Teramo e il centravanti Sara del Dundee che subito s'infortuna. A gennaio ritorna Cadregari, ma la situazione precipita.
Se ne va anche il presidente Chiarino Cimurri e la Reggiana scivola verso il fondo della classifica. Dopo i cinque gol subiti al Giglio dalla capolista Arezzo, e dopo la sconfitta subita nell'ultima giornata contro il Pavia (0-2), che non evita la retrocessione ai pavesi, la Reggiana è condannata a disputare i playout (per la terza volta). All'andata contro il Varese (intanto anche Cadregari viene sostituito e arriva il duo formato da Giordano e Valentini) la Reggiana vince (0-1) con gol di Henry. Nel ritorno i varesini si impongono per (1-2). I granata si salvano grazie alla miglior classifica ottenuta in campionato rispetto al Varese.

## Divise e sponsor
| Prima divisa | Seconda divisa |

## Rosa
| N. |                    | Ruolo | Calciatore           |
| -- | ------------------ | ----- | -------------------- |
|    | Italia (bandiera)  | C     | Giuseppe Anaclerio   |
|    | Nigeria (bandiera) | C     | Jimoh Azeez          |
|    | Italia (bandiera)  | D     | Matteo Bertoli       |
|    | Italia (bandiera)  | A     | Luca Bonfanti        |
|    | Italia (bandiera)  | C     | Stefano Bono         |
|    | Italia (bandiera)  | C     | Claudio Bonomi       |
|    | Italia (bandiera)  | A     | Marcello Campolonghi |
|    | Italia (bandiera)  | C     | Davide Cangini       |
|    | Italia (bandiera)  | D     | Fabio Caselli        |
|    | Italia (bandiera)  | D     | Damiano Cesari       |
|    | Francia (bandiera) | A     | Younes Chaib         |
|    | Italia (bandiera)  | D     | Andrea Costa         |
|    | Italia (bandiera)  | D     | Alessio De Stefani   |
|    | Italia (bandiera)  | A     | Massimiliano Fanesi  |
|    | Italia (bandiera)  | D     | Andrea Federici      |
|    | Italia (bandiera)  | A     | Luca Ferretti        |
|    | Italia (bandiera)  | C     | Antonio Foschini     |
|    | Italia (bandiera)  | A     | Enrico Gherardi      |

| N. |                      | Ruolo | Calciatore         |
| -- | -------------------- | ----- | ------------------ |
|    | Italia (bandiera)    | C     | Luigi Giandomenico |
|    | Italia (bandiera)    | C     | Riccardo Gissi     |
|    | Italia (bandiera)    | C     | Roberto Goretti    |
|    | Italia (bandiera)    | A     | Flavio Marzullo    |
|    | Marocco (bandiera)   | A     | Muolaj Miftah      |
|    | Italia (bandiera)    | D     | Morris Molinari    |
|    | Italia (bandiera)    | P     | Luca Mondini       |
|    | Italia (bandiera)    | D     | Enrico Morello     |
|    | Italia (bandiera)    | P     | Raffaele Nuzzo     |
|    | Nigeria (bandiera)   | D     | Henry Okoroji      |
|    | Italia (bandiera)    | D     | Michele Paramatti  |
|    | Italia (bandiera)    | D     | Marco Pedotti      |
|    | Italia (bandiera)    | C     | Fausto Pizzi       |
|    | Italia (bandiera)    | A     | Cristian Ranalli   |
|    | Italia (bandiera)    | A     | Stefano Romano     |
|    | Italia (bandiera)    | D     | Mirco Sadotti      |
|    | Argentina (bandiera) | A     | Juan Sara          |

## Risultati

### Campionato

#### Girone di andata
| Arbitro: | Squillace (Catanzaro) |

|                              |           |  |
| Romondini 35’ Muslimovic 46’ | Marcatori |  |

| Arbitro: | Pierpaoli (Firenze) |

|                        |           |  |
| Campolonghi 50’ (rig.) | Marcatori |  |

| Arbitro: | Vicinanza (Albenga) |

|                                       |           |                       |
| Ciuffetelli 45’ M. Palombo 59’ (rig.) | Marcatori | 24’, 33’ Giandomenico |

| Arbitro: | Nappi (Napoli) |

|                |           |                |
| E. Morello 52’ | Marcatori | 36’ De Gasperi |

| Arbitro: | Velotto (Grosseto) |

|  |           |                 |
|  | Marcatori | 9’ Giandomenico |

| Arbitro: | Mariuzzo (Venezia) |

|                                        |           |                         |
| F. Mancini 22’ (aut.) Giandomenico 65’ | Marcatori | 22’ Bonadei 63’ Cagnale |

| Arbitro: | Ferrandini (Sondrio) |

|                  |           |              |
| Giandomenico 77’ | Marcatori | 58’ D'Angelo |

| Arbitro: | Brunialti (Trento) |

|                  |           |  |
| Gelsi 85’ (rig.) | Marcatori |  |

| Arbitro: | Giglioni (Siena) |

|             |           |              |
| Goretti 47’ | Marcatori | 43’ Diamanti |

| Arbitro: | Lioce (Molfetta) |

|          |           |                               |
| Mussi 4’ | Marcatori | 29’ (rig.) Ranalli 64’ Fanesi |

| Arbitro: | Ciampi (Roma) |

|  |           |           |
|  | Marcatori | 35’ Bruni |

| Arbitro: | Sacco (Civitavecchia) |

|                                    |           |  |
| A. Villa 45’, 65’ Collacchioni 77’ | Marcatori |  |

| Arbitro: | Mariuzzo (Venezia) |

|                        |           |             |
| Lenzini 44’ Masini 80’ | Marcatori | 44’ Ranalli |

| Arbitro: | Stefanini (Prato) |

|                               |           |                                     |
| Campolonghi 7’ E. Morello 38’ | Marcatori | 70’ (rig.) Cavalli 90+6’ Ambrogioni |

| Arbitro: | Guerriero (Catanzaro) |

|             |           |  |
| Carbone 39’ | Marcatori |  |

| Arbitro: | Tonolini (Milano) |

|                                |           |  |
| Ranalli 44’ Goretti 56’, 90+2’ | Marcatori |  |

| Arbitro: | Squillace (Catanzaro) |

|             |           |                                 |
| Joelson 74’ | Marcatori | 53’, 66’ Campolonghi 58’ Fanesi |

#### Girone di ritorno
| Arbitro: | Marelli (Como) |

|  |           |                  |
|  | Marcatori | 15’ La Grottería |

| Arbitro: | Ciancaleoni (Foligno) |

|             |           |  |
| M. Russo 8’ | Marcatori |  |

| Reggio Emilia 1º febbraio 2004 20ª giornata | Reggiana          | 0 – 0 | Novara | Stadio Giglio\| Arbitro: \| Herberg (Messina) \| |
| Arbitro:                                    | Herberg (Messina) |       |        |                                                  |

| Arbitro: | Fiori (Perugia) |

|                                        |           |               |
| Carteri 28’ Sgrigna 30’ Amore 31’, 39’ | Marcatori | 77’ C. Bonomi |

| Arbitro: | P.S. Mazzoleni (Bergamo) |

|                 |           |  |
| Campolonghi 41’ | Marcatori |  |

| Arbitro: | Crugliano (Crotone) |

|                           |           |  |
| Ambrosi 3’, 5’ Sgarra 31’ | Marcatori |  |

| Arbitro: | G. Rubino (Salerno) |

|            |           |  |
| Docente 7’ | Marcatori |  |

| Arbitro: | Tonolini (Milano) |

|  |           |                                                      |
|  | Marcatori | 3’ Gelsi 15’, 33’ Serafini 47’ Abbruscato 74’ Ciullo |

| Arbitro: | Liberti (Genova) |

|             |           |                          |
| Manzini 28’ | Marcatori | 46’ Cangini 87’ Gherardi |

| Arbitro: | Celi (Bari) |

|                                      |           |                |
| Sadotti 3’ Gissi 43’ Campolonghi 69’ | Marcatori | 57’ Fiumicelli |

| Arbitro: | Marrocco (Pisa) |

|                                |           |                        |
| Sinigaglia 43’ Quintavalla 48’ | Marcatori | 51’ Henry 81’ Bonfanti |

| Arbitro: | Ferrandini (Sondrio) |

|  |           |             |
|  | Marcatori | 35’ Carfora |

| Arbitro: | Pantana (Macerata) |

|              |           |  |
| Marzullo 22’ | Marcatori |  |

| Arbitro: | Celi (Bari) |

|            |           |  |
| Cavalli 8’ | Marcatori |  |

| Arbitro: | Velotto (Grosseto) |

|               |           |          |
| Paramatti 16’ | Marcatori | 67’ Elia |

| La Spezia 9 maggio 2004 33ª giornata | Spezia             | 0 – 0 | Reggiana | Stadio Alberto Picco\| Arbitro: \| Pantana (Macerata) \| |
| Arbitro:                             | Pantana (Macerata) |       |          |                                                          |

| Arbitro: | Damato (Barletta) |

|  |           |                             |
|  | Marcatori | 72’ Ambrosoni 90+2’ Joelson |

### Playout
| Arbitro: | Pierpaoli (Firenze) |

|  |           |           |
|  | Marcatori | 52’ Henry |

| Arbitro: | Pierpaoli (Firenze) |

|              |           |                       |
| Marzullo 47’ | Marcatori | 49’ Bertani 62’ Mussi |

### Coppa Italia

#### Girone E
| Arbitro: | P.S. Mazzoleni (Bergamo) |

|                                                 |           |               |
| Miftah 29’ (rig.), 66’ Fanesi 36’ C. Bonomi 80’ | Marcatori | 82’ Palladini |

| 21 agosto 2003 2ª giornata |  | – Turno di riposo Reggiana |  |  |

| Arbitro: | Ciliberto (Merano) |

|                 |           |             |
| Fanesi 15’, 42’ | Marcatori | 81’ Merenda |

| Ferrara 27 agosto 2003 4ª giornata | SPAL               | 0 – 0 | Reggiana | Stadio Paolo Mazza\| Arbitro: \| Brunialti (Trento) \| |
| Arbitro:                           | Brunialti (Trento) |       |          |                                                        |

| Arbitro: | Masiero (Mestre) |

|  |           |                 |
|  | Marcatori | 29’ Campolonghi |

| Arbitro: | Gervasoni (Mantova) |

|                             |           |                 |
| Bordacconi 14’ Semprini 75’ | Marcatori | 41’ Campolonghi |

| Arbitro: | Zanardo (Conegliano) |

|                                      |           |             |
| S. Romano 36’ Campolonghi 53’, 90+3’ | Marcatori | 70’ Docente |

| Arbitro: | Gava (Conegliano) |

|                              |           |            |
| Bernacci 58’ Peccarisi 90+3’ | Marcatori | 7’ Sadotti |

| Arbitro: | Orsato (Schio) |

|  |           |                            |
|  | Marcatori | 90+1’ (aut.) A. De Stefani |